# College of Idaho
College of Idaho är ett privat liberal arts college med 1 010 studenter i Caldwell i den amerikanska delstaten Idaho. Pastor William Judson Boone grundade högskolan år 1891 och det första året skedde undervisningen i den presbyterianska kyrkans utrymmen. Mellan 1991 och 2007 hette högskolan Albertson College of Idaho.

## Kända personer som studerat vid College of Idaho
- Butch Otter, guvernör i Idaho 2007-
- Elmo Smith, guvernör i Oregon 1956-1957
- Robert E. Smylie, guvernör i Idaho 1955-1967